# 38 v.Chr.

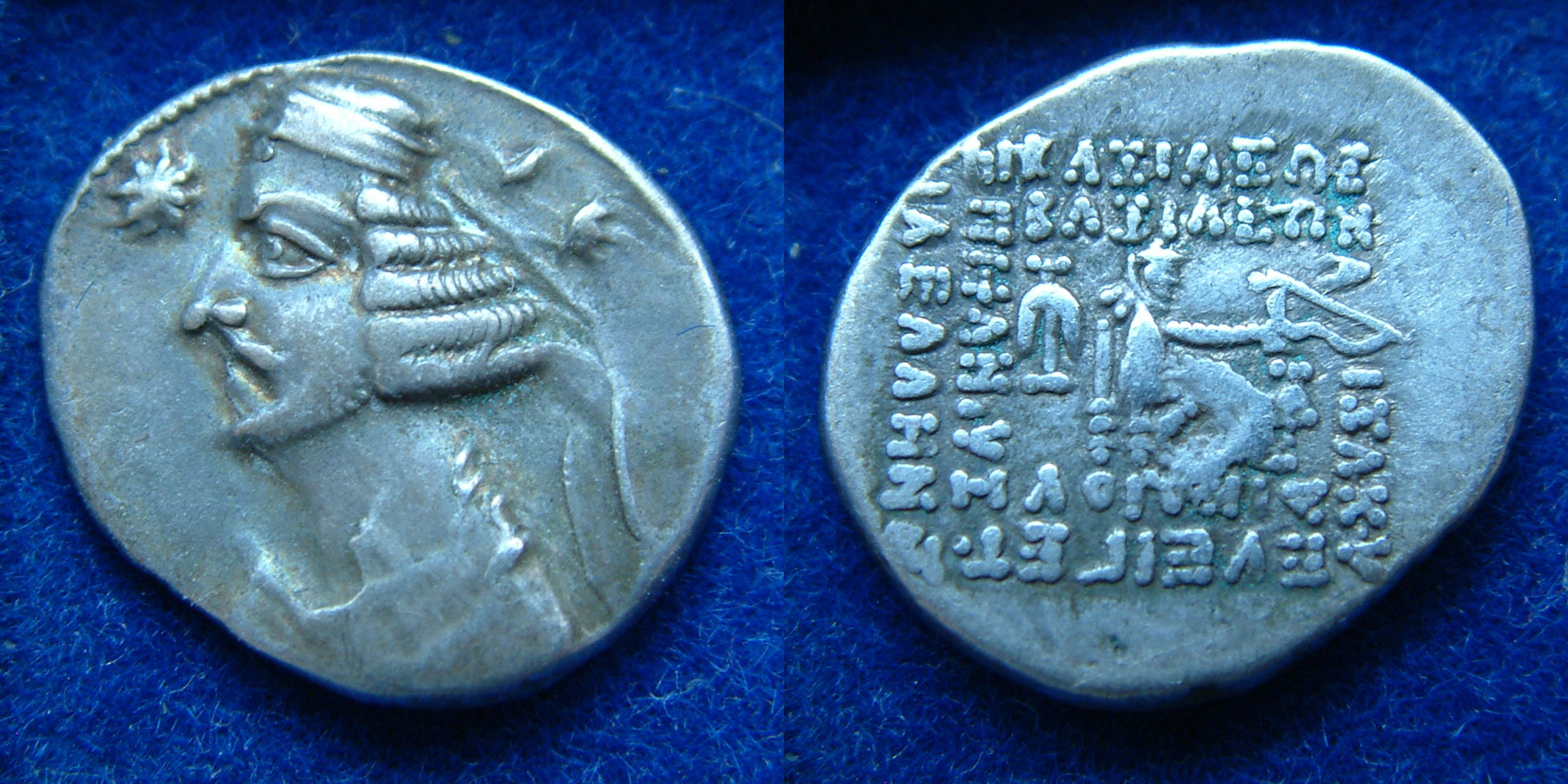
Koning Orodes II van Parthië

Het jaar 38 v.Chr. is een jaartal in de 1e eeuw v.Chr. volgens de christelijke jaartelling.

## Gebeurtenissen

### Italië
- januari - Gaius Julius Caesar Octavianus laat zich scheiden van Scribonia en trouwt met Livia Drusilla. Zij is zes maanden zwanger van haar echtgenoot Tiberius Claudius Nero, Octavianus neemt Livia en haar 3-jarige zoon Tiberius in zijn huis, het College van Pontifices geeft toestemming voor het huwelijk.
- juli - Het Tweede Triumviraat wordt voor een periode van 5 jaar verlengd. Octavianus Caesar tracht met een Romeins expeditieleger een landing op Sicilië uit te voeren, maar wordt door de Romeinse vloot onder bevel van Sextus Pompeius, bij Cumae en Messana verslagen.

### Gallië
- Octavianus benoemt Marcus Vipsanius Agrippa tot gouverneur van Gallia Transalpina, hij onderdrukt een opstand van de Aquitaniërs en valt Germania binnen. De Ubiërs mogen zich vestigen in Gallië, tussen de Rijn en de Maas. De Germaanse stamhoofden moeten auxiliarii leveren voor het Romeins leger.
- Agrippa sticht in het huidige Noordrijn-Westfalen aan de oevers van de Rijn een Romeinse kolonie: Colonia Claudia Ara Agrippinensium (het huidige Keulen). De stad wordt het bestuurlijk centrum van Germania Inferior.

### Parthië
- Phraates IV (38 - 2 v.Chr.) bestijgt als koning de troon van het Parthische Rijk. Hij laat na de huldiging zijn vader Orodes II en 30 broers vermoorden.

### Europa
- Koning Tasciovanus (38 - 18 v.Chr.) volgt zijn oom Cassivelaun op als heerser van Brittannië.

## Geboren
- Nero Claudius Drusus  ~38 v.Chr. - ~9 v.Chr.), stiefzoon van Gaius Julius Caesar Octavianus (Augustus)

## Overleden
- Julia Antonia (~104 v.Chr. - ~38 v.Chr.), moeder van Marcus Antonius (66)
- Pacorus I, kroonprins van Parthië
- Pompeia Magna (~72 v.Chr. - ~38 v.Chr.), dochter van Pompeius Magnus (34)
- Orodes II, koning van Parthië